# Felipe Fernández-Armesto
Felipe Fernández-Armesto (Londres, 1950) és un historiador britànic i autor de nombrosos treballs d'història.
Fernandez-Armesto va llicenciar-se i doctorar-se en Història a la Universitat d'Oxford, on va començar la seva tasca com a professor universitari a la facultat d'Història Moderna. Posteriorment la seva carrera va continuar com a catedràtic a la Universitat de Tufs i com a professor d'història global mediambiental a la Queen Mary de la Universitat de Londres. En 2009 va arribar a la Universitat de Notre Dame.
El 2007, va ser detingut per travessar un carrer fora del pas de vianants (jaywalking), i tractat brutalment, segons la seva versió, per cinc policies a Atlanta (Geòrgia).

## Obres
- The Spanish Armada (1990)
- Colón (1992)
- Antes de Colón (1993)
- Millennium: A History of Our Last Thousand Years (1995).
- Truth: A History and a Guide for the Perplexed (1997)
- Historia de la verdad y una guía para perplejos (1999)
- Civilizations (2000).
- Historia de la comida (2001).
- The Americas (2003).
- Ideas That Changed the World (2003).
- Humankind: A brief History (2004).
- Pathfinders: A Global History of Exploration (2006)'
- The World: A Global History (2007).
- 1492. The Year the World Began (2009)
- Our America: A Hispanic History of the United States (2014)